# Deep (film)
Pour plus de détails, voir Fiche technique et Distribution.
Deep est un film d'animation espagnol-belge-suisse réalisé par Julio Soto Gurpide et sorti en 2017.

## Synopsis
Dans un monde abyssal du futur, où les humains ont abandonné la Terre et où les océans débordent, Deep, une pieuvre dumbo téméraire, la dernière de son espèce, et ses deux meilleurs amis, Evo, un poisson-pêcheur ringard, et Alice, une crevette nordique de haute mer névrosée, continuent de prospérer dans les profondeurs de l'océan. Contraints de trouver une nouvelle maison, ils vont affronter de redoutables ennemis et vivre des situations hilarantes au cours de leur mission.

## Fiche technique
- , Titre original : Deep
- Réalisation : Julio Soto Gurpide
- Scénario : Julio Soto Gurpide, José Tatay, Joe Vitale, Mike de Seve et Stephen Hughes
- Musique : Fernando Velázquez
- Directeur d'animation  : Juan José Bravo
- Montage : Sara del Castillo Soto
- Production : Adriana Malfatti Chen, Adrian Politowski, Karl Richards et Julio Soto Gurpide
  - Production exécutive : Javier Ares, Claudia Bluemhuber, Florian Dargel, Ignasi Estapé, Jan Goossen, Ian Hutchinson, Nadia Khamlichi, Mark Mertens, Peter Rogers et Gilles Waterkeyn
  - Production déléguée : Eneko Gutiérrez
  - Production associée : Jorge Bazaco
- Sociétés de production : The Thinklab, The Kraken Films , Grid Animation, UMedia et Silver Reel
- Distribution : Tripictures
- Pays de production :  Espagne,  Belgique et  Suisse
- Langue : anglais
- Format : couleur
- Genre : Animation
- Durée : 92 minutes
- Dates de sortie :
  - Hongrie : 11 mai 2017
  - France : 12 juin 2017 (FIFA 2017)

## Distribution

### Voix en Anglais
- Justin Felbinger : Deep
- Stephen Hughes : Evo
- Lindsey Alena : Alice
- Elisabeth Gray : Maura
- Dwight Schultz : Kraken
- William Salyers : Darcy
- Bob Bergen : Ralph
- Jess Harnell : Luigi
- Phil LaMarr : Artie
- Lewis Macleod: Nathan
- Joseph Hernandez : Rico
- Anna Vocino : Norma
- Jeff Bennett
- Dave Fennoy
- Joe Ochman
- Terri Douglas
- Lucien Dodge
- Jennifer Taylor : la voix de l'ordinateur

### Voix françaises
- Arsène Van Der Bruggen : Deep
- Maxime Donnay : Evo
- Sophie Frison : Alice
- Sandrine Henry : Maura
- Jean-François Rossion : Kraken
- Jean-Pierre Denuit : Darcy
- Patrick Waleffe : Luigi
- Alain Eloy : Rico
- Ludivine Deworst : Norma